# 马力欧派对7
《瑪利歐派對7》（中国大陆又译作）是一款由Hudson Soft公司制作、任天堂发行的聚会类电子游戏。本游戏最初于2005年11月7日在北美地区GameCube发行。
《瑪利歐派對7》的游戏目的是收集星星。不过每个图版需要使用不同的方法进行收集。
《瑪利歐派對7》收到混合的评价。《Fami通》给予日本地区版本30/40的分数。